# Distretto di Lichtenberg
Il distretto di Lichtenberg è l'undicesimo distretto (Bezirk) di Berlino.
Il distretto ha un aspetto vario, che spazia da zone residenziali di fine XIX secolo, alle grandi industrie lungo la Sprea, ai quartieri residenziali dell'epoca della DDR, a zone suburbane e agricole.

## Amministrazione

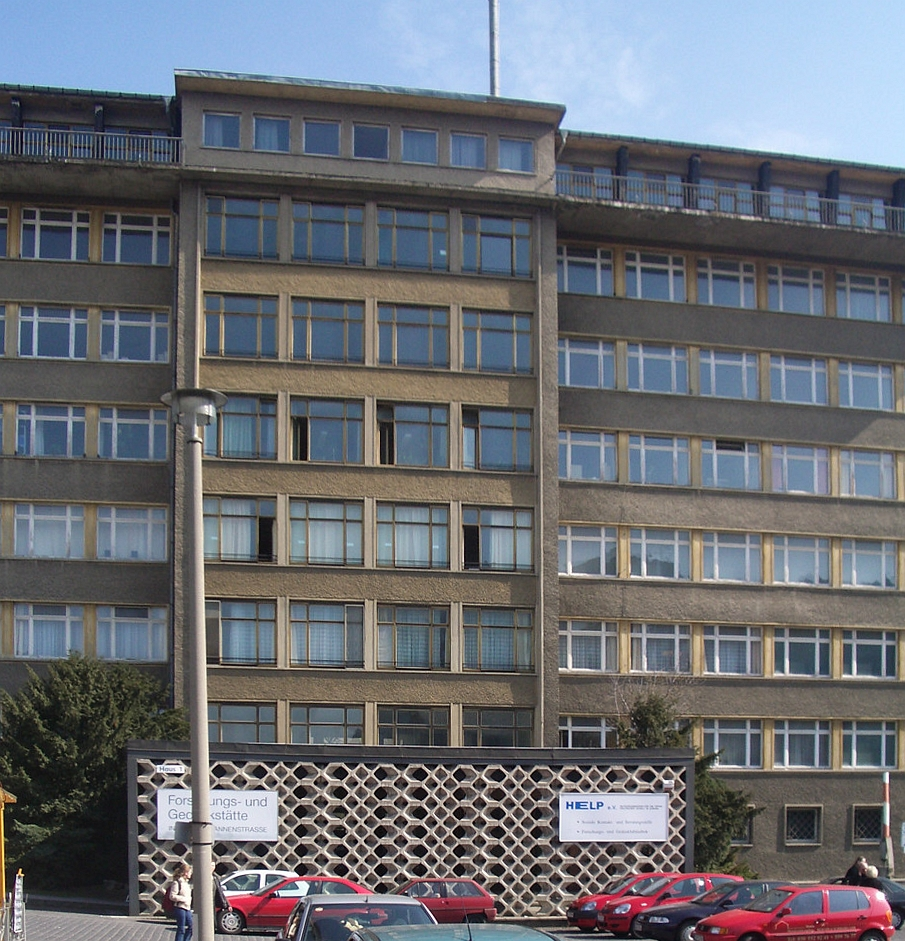
Sede dell'attuale Stasimuseum

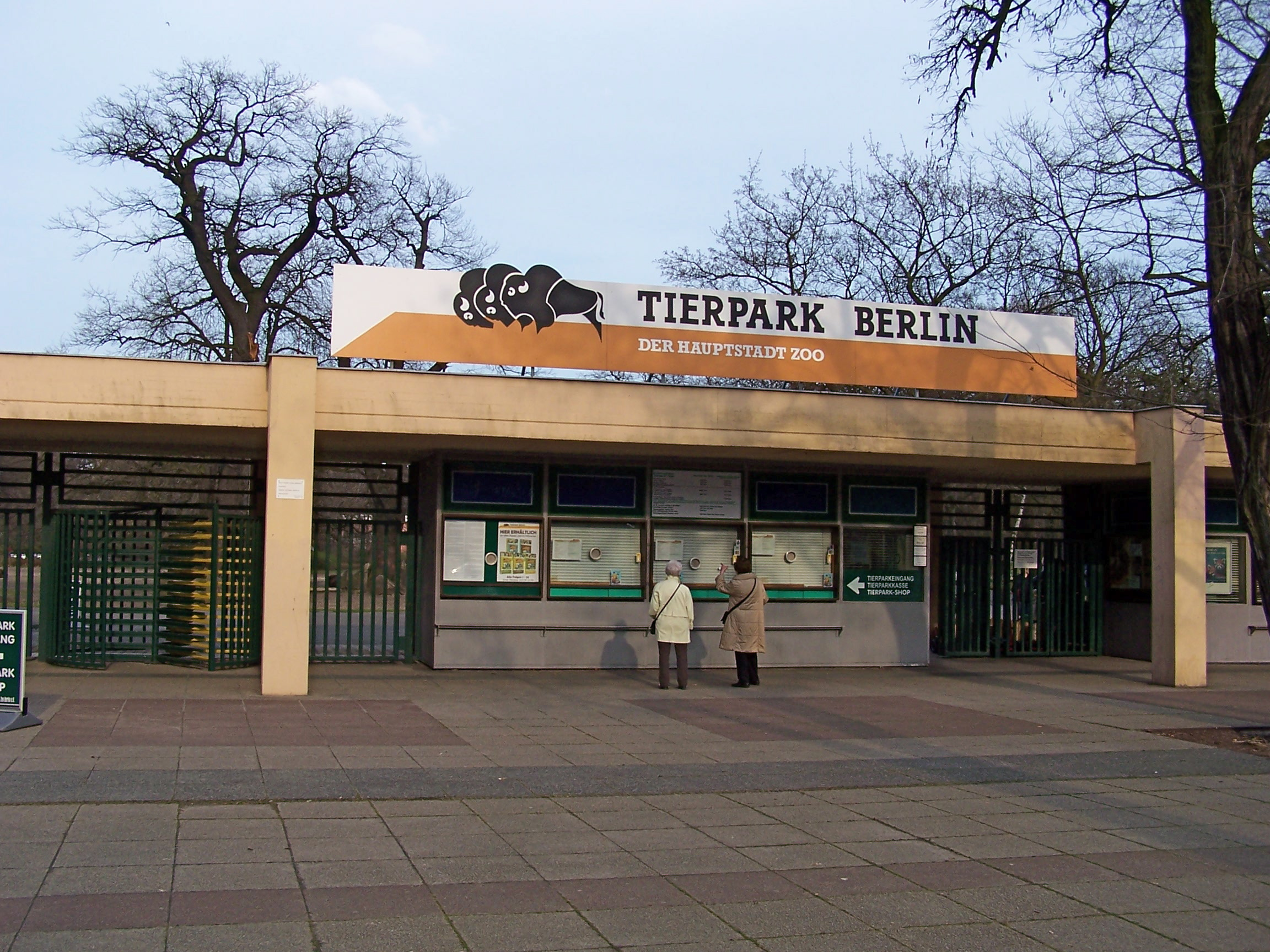
Entrata del Tierpark Berlin

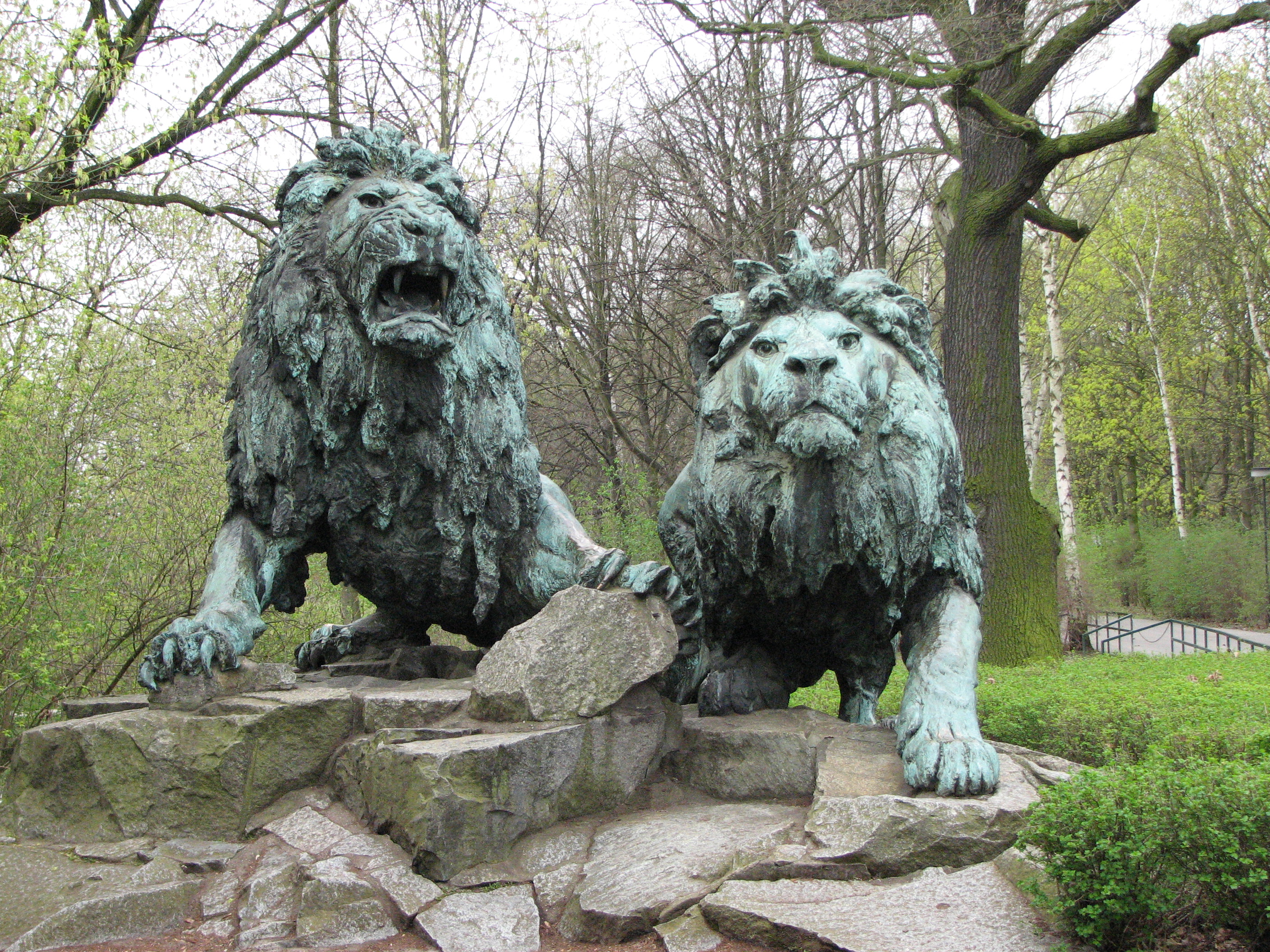
Sculture all'interno del Tierpark Berlin

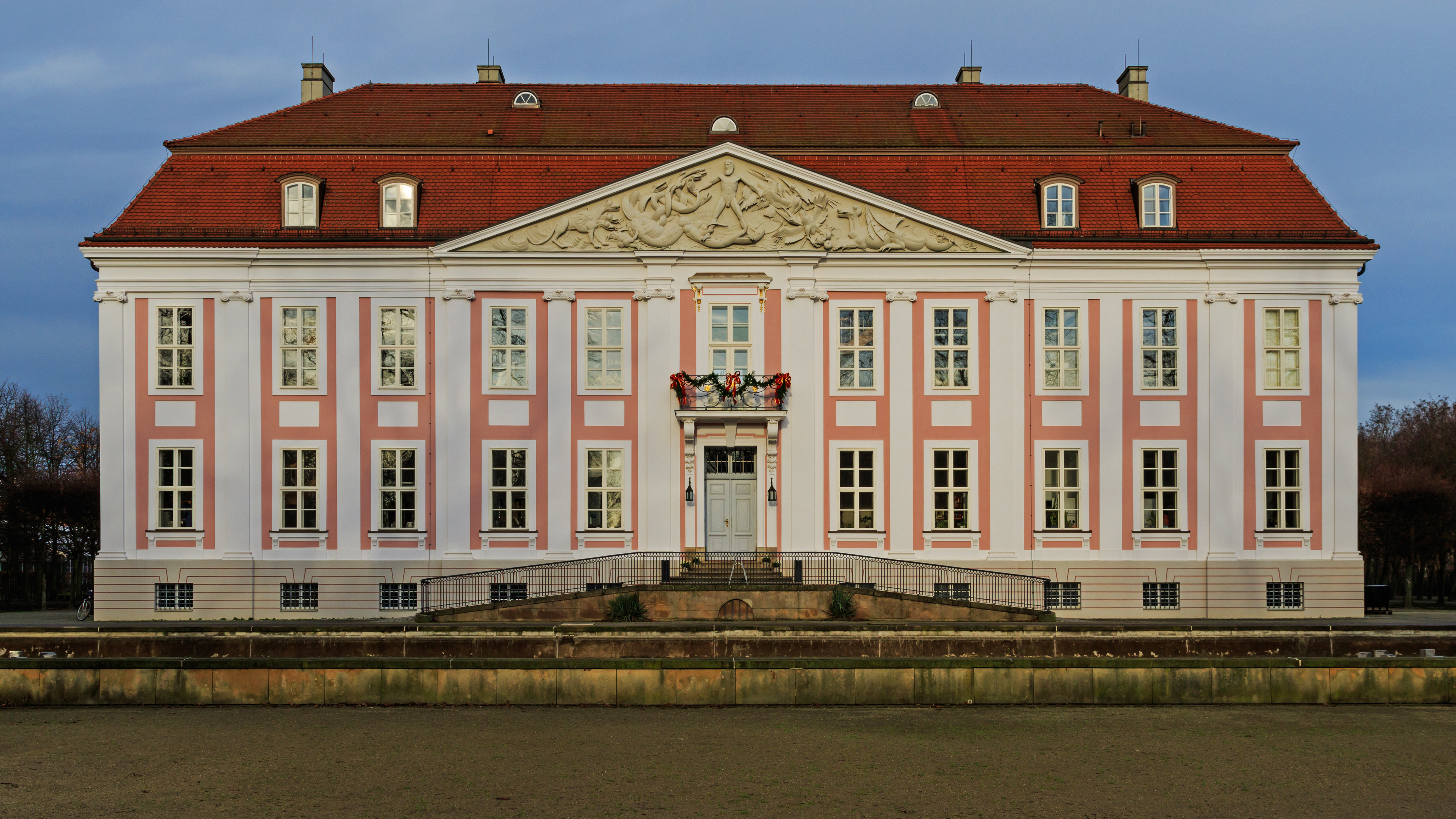
Schloss Friedrichsfelde

L'amministrazione distrettuale ha sede al Municipio di Lichtenberg, nel quartiere omonimo.

### Suddivisione amministrativa
Il distretto di Lichtenberg è diviso in 10 quartieri (Ortsteil):
- 1101 Friedrichsfelde
- 1102 Karlshorst
- 1103 Lichtenberg
- 1104 Falkenberg
- 1106 Malchow
- 1107 Wartenberg
- 1109 Neu-Hohenschönhausen
- 1110 Alt-Hohenschönhausen
- 1111 Fennpfuhl
- 1112 Rummelsburg

## Storia
Il distretto di Lichtenberg fu creato nel 1920 in seguito alla legge istitutiva della “Grande Berlino”, con la quale venivano annessi alla capitale tedesca una serie di città, comuni rurali e territori agricoli dell’immediato circondario.

Il distretto, indicato con il numero 17, comprese le aree fino ad allora costituenti la città di Lichtenberg, i comuni rurali di Biesdorf, Friedrichsfelde, Kaulsdorf, Mahlsdorf e Marzahn, e i territori agricoli di Biesdorf e di Hellersdorf mit Wuhlgarten.
Nel 1945 il distretto fu assegnato al settore di occupazione sovietico e quindi a Berlino Est.
Nel 1979 i quartieri di Biesdorf, Hellersdorf, Kaulsdorf, Mahlsdorf e Marzahn furono scorporati dal distretto urbano di Lichtenberg, per formare il nuovo distretto urbano di Marzahn.
Negli anni novanta con i cambiamenti politici ed economici subentrati con la caduta del Muro di Berlino, molte grandi industrie si sono ritrovate con l'impossibilità di competere con la qualità e i prezzi del nuovo mercato, dovendo così cessare le attività. Per compensare la perdita dei posti di lavoro il distretto ha puntato molto sullo sviluppo del settore terziario con la creazione di nuovi centri commerciali (IKEA, Landsberger Allee 358, Möllendorffpassagen, Ringcenter II, Ringcenter III, Mauritius-Kirch-Center) e concessionarie d'auto (Peugeot, Škoda e Ford).
Nel 2001, nell'ambito della riforma amministrativa dei distretti di Berlino, fu accorpato a Lichtenberg il distretto di Hohenschönhausen.

## Lista dei sindaci distrettuali (Bezirksbürgermeister) di Lichtenberg
- Oskar Ziethen (1920-1921)
- Otto John (1921–1925)
- Alfred Siggel (1926–1933)
- Herbert Volz (1933–1935)
- Fritz Behaghel (1935–1938)
- Karl Dorsch (1938–1945)
- Franz Stimming (1945)
- Günter Riesebrodt (1945–1946)
- Helmut Schwenn (1946–1947)
- Wilhelm Pomezny (1947–1948)
- Richard Schalkowski (1949–1950)
- Horst Hilbert (1951–1954)
- Wilhelm Jahnke (1955–1959)
- Franz Bachmann (1959–1962)
- Kurt Schumann (1963–1965)
- Horst Hilbert (1965–1967)
- Willy Betsch (1967–1970)
- Heinz Müller (1970–1976)
- Günter Milke (1976–1990)
- Peter Hlavaty (1990)
- Christian Kind (1990–1992)
- Gottfried Mucha (1992–1995)
- Wolfram Friedersdorff (1995–2001)
- Christina Emmrich (2002-...)

## Da vedere
- Il Museo della Stasi (Stasimuseum), situato nell'ex quartier generale della Stasi, il servizio segreto della Repubblica Democratica Tedesca.
- Il Tierpark Berlin, lo zoo del settore orientale.
- Il memoriale di Berlino-Hohenschönhausen (Gedenkstätte Berlin-Hohenschönhausen), complesso carceraio utilizzato dal 1951 al 1989 dalla Stasi contro gli oppositori politici della Germania Est.
- Lo Schloss Friedrichsfelde, castello costruito come palazzo di piacere nel 1695 e nei decenni passato in mano a diverse famiglie aristocratiche, nel 1955 nei suoi terreni è stato istituito il Tierpark Berlin. Oggi è utilizzato per concerti ed eventi culturali.

## Gemellaggi[2]
- 5º distretto di Maputo, dal 1995
- Białołęka, dal 2000
- Distretto di Hajnówka, dal 2001
- Oblast' di Kaliningrad, dal 2001
- Jurbarkas, dal 2003